# Anne de Clèves
Pour les articles homonymes, voir Clèves (homonymie).
Titre
Reine consort d'Angleterre
6 janvier 1540 – 9 juillet 1540
(6 mois et 3 jours)
Signature
Anne de Clèves, connue en allemand sous le nom d'Anna von Jülich-Kleve-Berg (28 juin 1515 – 16 juillet 1557), est la quatrième épouse du roi Henri VIII d'Angleterre.
Reine consort d'Angleterre grâce à cette union royale, son mariage se révèle éphémère quand le roi le fait dissoudre après quelques mois. Néanmoins, l'ancienne reine entretient par la suite une relation proche avec Henri, qui lui donnera le titre de « Sœur aimée du Roi ».

## Biographie

### Jeunesse
Née près de la ville de Düsseldorf en 1515, Anne est la deuxième fille de Jean III, duc de Clèves et comte de la Marck et de Ravensberg, et de son épouse, la duchesse Marie de Juliers-Berg. Issue d'une famille divisée sur la question de la religion (le duc et son fils se convertirent au luthéranisme pendant la Réforme, mais la duchesse reste une catholique « de stricte observance »), quand Anne a 11 ans elle est fiancée à François, le futur duc de Lorraine. Les fiançailles sont rompues en 1535 en raison du jeune âge de François, qui n'avait que 9 ans quand sa famille arrange le mariage.

### Projets de mariage
Quand l'union politique entre Clèves et Lorraine n'arrive pas à se matérialiser, Anne devient l'objet de spéculation sur un mariage éventuel avec Henri VIII, roi d'Angleterre. Ce serait une union réciproquement profitable ; le duc de Clèves conteste la revendication du duché de Gueldre par Charles Quint, l'empereur du Saint-Empire romain germanique, alors que les Anglais s’inquiètent à propos de la paix de Nice, qui crée une alliance entre l'Empire et la France.

### Reine d'Angleterre
Ayant considéré les portraits d'Anne de Clèves, et de sa sœur cadette Amelia, peints par Hans Holbein le Jeune, Henri choisit Anne pour devenir sa quatrième épouse. Ainsi les négociations entre la cour royale anglaise et le duché s'intensifient au printemps de 1539 sous la supervision de Thomas Cromwell, menant à un traité de mariage signé le 4 octobre.
Néanmoins, après qu'il pose ses yeux sur Anne pour la première fois à Rochester, Henri est déçu par l'apparence de sa nouvelle reine, décrite comme une « beauté moyenne d'une contenance assurée et résolue » par l'ambassadeur de France en Angleterre. En outre, Anne ne parle que l'allemand, une langue que le roi n'a jamais maîtrisée. Par conséquent, Henri tente de faire annuler ses fiançailles, mais ne peut continuer sans compromettre l'alliance diplomatique avec Clèves.
Malgré les craintes profondes du roi, le couple se marie au palais de Placentia à Londres le 6 janvier 1540 après qu'Anne s'est convertie à l'anglicanisme conformément aux attentes de son mari. L'union reste non consommée, et le 24 juin la reine est sommée de quitter la cour royale. Moins d'un mois plus tard, on l'informe de la décision du roi de faire annuler le mariage. Anne y consent, et l'annulation entre en vigueur le 9 juillet 1540 (officiellement pour fait de non-consommation et de ses fiançailles antérieures avec François Ier de Lorraine).

### Après l’annulation
Après l’annulation du mariage, Anne de Clèves reçoit de généreuses gratifications, incluant Richmond Palace et le château d'Hever, la résidence de la famille de l’ancienne épouse d’Henri, Anne Boleyn. La maison d'Anne de Clèves, dans le Sussex, n’est qu’une des nombreuses propriétés qu’elle possède, elle n’y a d’ailleurs jamais habité. Henri et Anne deviennent bons amis – elle est membre honoraire de la famille royale et reçoit le titre de « Sœur aimée du Roi ».
Le roi épouse sa cinquième femme, Catherine Howard, le 28 juillet 1540, âgée d'entre 15 et 20 ans et ancienne dame d’honneur d’Anne de Clèves.
Anne de Clèves est souvent conviée à la Cour, et Henri, reconnaissant du fait qu'elle n'ait pas contesté l’annulation, décrète qu’elle aura la préséance sur toutes les femmes d’Angleterre, à l’exception de sa propre épouse et de ses filles.
Après la décapitation de Catherine Howard, Anne et son frère, le duc de Clèves, envisagent une nouvelle union d’Anne et d’Henri. Cependant Henri refuse. En mars 1547, le Conseil privé d’Édouard VI lui demande de quitter le château de Bletchingley, sa résidence habituelle, pour le manoir de Penshurst, afin de céder la place à Thomas Cawarden, le maître des cérémonies du Roi. Le Conseil souligne que Penshurst est plus proche de Hever, et que ce changement est une des volontés du roi Henri VIII.
En 1553, alors que les filles d’Henri, la nouvelle reine Marie Ire et Élisabeth, font leur entrée dans Londres, Anne est présente pour les accueillir. Elle est également présente au couronnement de Marie à Westminster. C’est sa dernière apparition publique. La reine étant une fervente catholique, Anne se convertit de nouveau pour devenir catholique romaine.
Quelques mois plus tard, Anne écrit à Marie pour la féliciter de son union à Philippe d’Espagne. Néanmoins, Anne est assez peu présente à la Cour sous le règne de Marie : elle préfère diriger ses domaines. Depuis son arrivée en Angleterre, Anne n’en est jamais repartie. Ses deux parents sont morts, et son frère, un luthérien strict, désapprouve ses conversions à l’anglicanisme puis au catholicisme.

### Décès
Quand la santé d’Anne commence à décliner, Marie Ire l’autorise à emménager à Chelsea Manor, où la dernière épouse d’Henri, Catherine Parr, avait vécu après son remariage. C’est là, au cours de juillet 1557, qu’Anne dicte ses dernières volontés. Elle y fait mention de son frère, de sa sœur et de sa belle-sœur, ainsi que de la future reine Élisabeth, de la duchesse de Norfolk et de la comtesse d’Arundel. Elle laisse de l’argent à ses serviteurs et demande à Marie et à Élisabeth de les employer dans leurs maisons.
Anne meurt à Chelsea Manor le 16 juillet 1557, quelques semaines après son quarante-deuxième anniversaire, probablement d’un cancer. Elle est enterrée dans l'abbaye de Westminster, le 3 août, dans ce qui a été décrit comme « une tombe difficile à trouver », à l’opposé du tombeau d’Édouard le Confesseur et un peu au-dessous du niveau de l’œil d’une personne de taille moyenne. C’est la seule épouse d’Henri VIII à être enterrée à l'abbaye.
Elle est aussi la dernière des six épouses d’Henri à mourir (elle a survécu à la dernière épouse d’Henri, Catherine Parr, de 9 ans). Ce n’est pas la plus âgée à mourir, cependant, car Catherine d'Aragon est morte à 50 ans.

## Titulature
- Son Altesse la duchesse Anne de Clèves (1515-1540)
- Sa Majesté la reine Anne d'Angleterre (1540)
- Son Altesse la duchesse Anne de Clèves, la sœur bien-aimée du roi (1540-1557)

## Postérité

### Filmographie
- 1922 : Henri VIII et ses femmes d’Edwin Greenwood avec Margaret Yarde.
- 1933 : La Vie privée d'Henry VIII (The Private Life of Henry VIII), film britannique d'Alexander Korda avec Elsa Lanchester.
- 1934 : Henry the Ache film de Ray McCarey avec Leni Stengel.
- 1953 : La Rose sans épine série de Michael Barry avec Christie Humphrey.
- 1959 : La Rose sans épine série d’Alan Burke avec Margaret Wolfit.
- 1970 : 
  - Les Six Femmes d'Henry VIII minisérie de John Glenister et Naomi Capon avec Elvi Hale.
  - Carry on Henry de Gerald Thomas avec Patsy Rowlands.
- 1972 : Henri VIII et ses six femmes de Waris Hussein avec Jenny Bos.
- 1973 ; La Jument du Roi émission tv de Jean Canolle avec Françoise Seigner.
- 1994 : King Henry VIII and His Six Wives série de Steve Gillham avec Glynis Fletcher.
- 2001 : The Six Wives of Henry VIII  minisérie en six épisodes avec Catherine Siggins.
- 2003 : Henry VIII minisérie de Pete Travis avec Pia Girard.
- 2009-2010 : Les Tudors (The Tudors), série canado-américano-irlandaise créée par Michael Hirst  avec Joss Stone.
- 2010 : Love Across Time film de Kendra Fowler et Desmon Heck avec Chandra Moore.
- 2016 : Six Wives – with Lucy Worsley de Russell England avec Rebecca Dyson Smith.

### Théâtre
- La Jument du roi, pièce de Jean Canolle (1959). Anne est interprétée par Sophie Desmarets.

### Musique
- 1973 - Titre No 2 de l'album de Rick Wakeman, intitulé The Six Wives of Henry VIII
- 2009 - Un titre de l'album de Rick Wakeman, The Six Wives of Henry VIII Live at Hampton Court Palace
- 2017- Get down dans la comédie musicale SIX, écrite par Toby Marlow et Lucy Moss. Elle y est jouée par Tilda Wickham, Genesis Lynea, Alexia McIntosh, Brittney Mack, Shekinah McFarlane, Sophie Golden, Scarlet Gabriel, Jessica Niles, et Kiana Daniele.